# Нехай (крепость)
Нехай (хорв. Nehaj) — старинная каменная крепость на вершине одноимённого высокого холма в городе Сень, в жупании Личко-Сеньска, Хорватия. Построена в XVI веке. По своему типу относится к замкам на вершине.

## Этимология названия
Имя Нехай происходит от хорватского словосочетания ne hajati, что можно перевести на русский как «все равно». По легенде, такое название холму и крепости дали построившие её ускоки (славяне, бежавшие в христианские земли от османской экспанcии). Таким образом, они хотели заявить окрестным жителям, что не боятся врагов, сколько бы их ни было, и ни при каких обстоятельствах не покинут твердыню.

## История крепости

### Ранний период
Судя по всему, укрепления на холме существовали с древнейших времён. Вероятно, здесь существовала наблюдательная башня, позволявшая предупреждать жителей о приближении вражеских кораблей.
В эпоху раннего Средневековья на месте крепости существовала христианская церковь. Но подробных сведений о ней н сохранилось.

### Эпоха Ренессанса

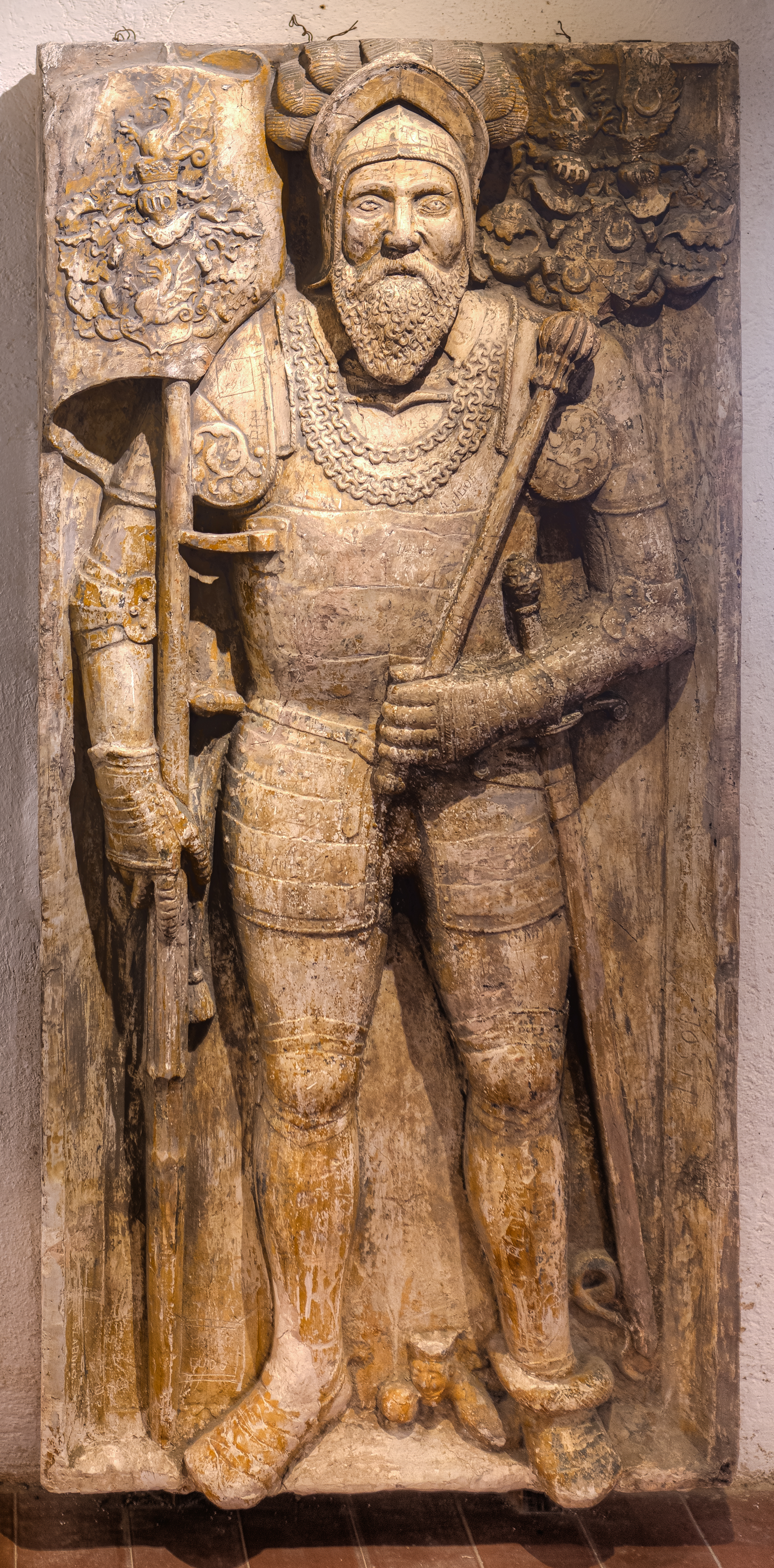
Изображение Ленкович, Иван на его надгробии

Крепость Нехай начали строить в середине XVI века по приказу Ивана Ленковича. Он был лидером хорватских усковов, прибывших в эти места с востока. Заручившись поддержкой Габсбургов, Ленкович взялся за создание системы крепостей, призванных остановить продвижение Османской империи на запад. Нехай стал одной из опорных точек в этой оборонительной линии. Главной крепостью являлся Клис, расположенный южнее.
Работы завершились в 1558 году. Строительными материалами послужили каменные блоки от разобранных церквей и жилых домов, имевшихся за пределами городских стен города Сень. Ленкович посчитал, что в случае вторжения османов эти сооружения всё равно будут разграблены и разрушены.
Крепость Нехай по замыслу создателей должна была облегчить оборону города Сень, находящегося несколько севернее, во время турецкой осады. Комплекс на холме мешал бы захватчикам спокойно располагаться в своём лагере и вынуждал бы их вести, по сути, сразу две отдельные осады.
После того, как турки всё-таки смогли захватить Клис, новая граница между мусульманскими и христианскими владениями пролегла совсем рядом с Нехаем. В крепости и городе Сень разместились крупные силы гайдуков, которые несли охрану рубежей и устраивали набеги на земли султана. Османы так и не смогли захватить данный регион.

### XVIII-XIX века
Со временем крепость устарела для использования в качестве серьёзного фортификационного сооружения. Но реконструкция комплекса не производилась. В итоге Нехай сохранился практически в первозданном виде.

### XX век

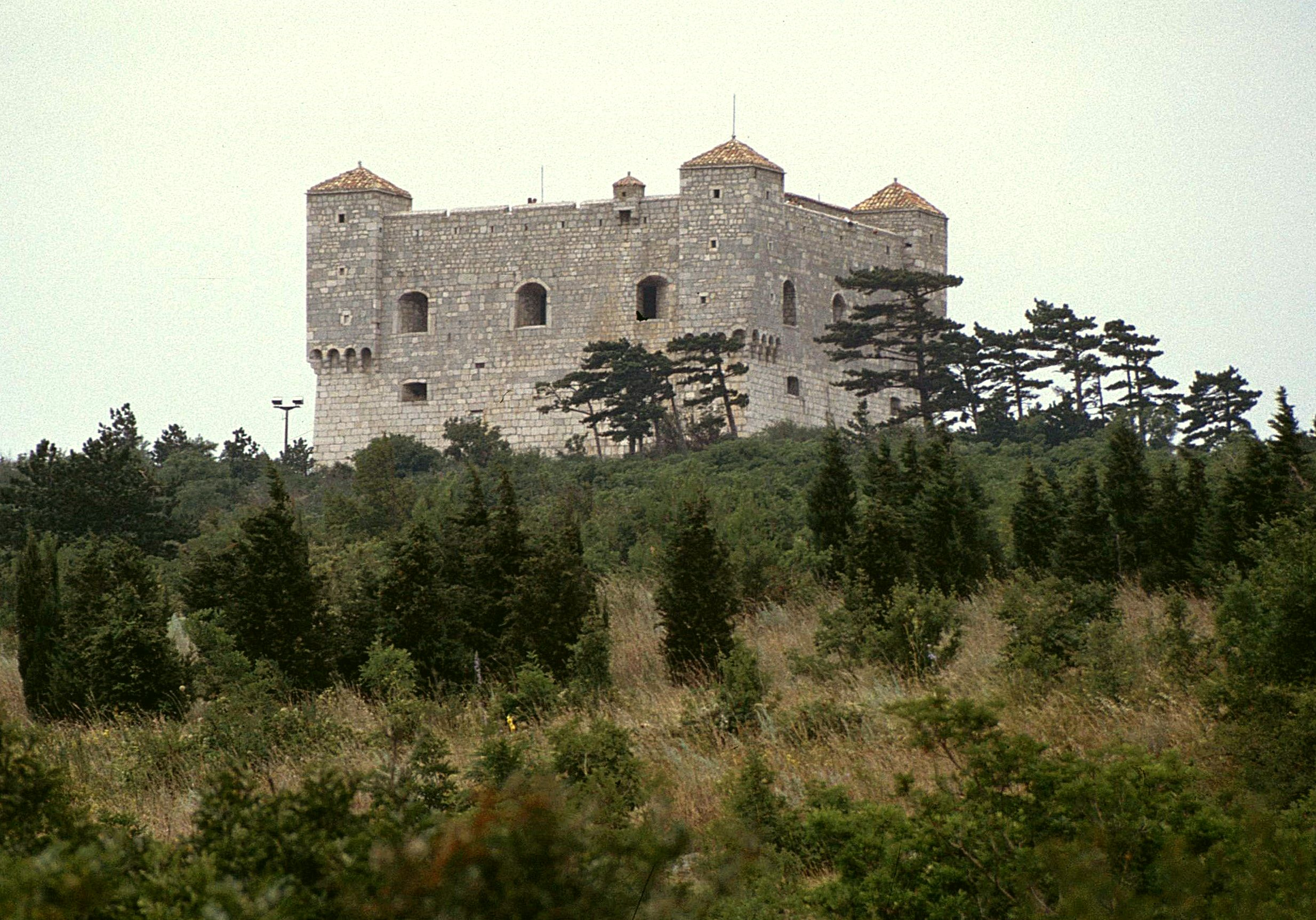
Крепость на фотографии 1989 года

В 1965 году началась масштабная реставрация комплекса. В числе прочего на месте крепости проводились археологические раскопки. Удалось обнаружить остатки церкви Святого Юрая XI-XII веков. Она сгорела во время турецкого нападения в 1520 году. В ходе работ удалось найти так называемую Сеньскую табличку. Этот артефакт, написанный глаголицей примерно в 1100 году, считается одним из старейших письменных документов на хорватском языке.

## Описание
Крепость находится на самом берегу Адриатического моря. Она имеет в основании почти ровный квадрат со сторонами 23 метра. Высота сооружения достигает 18 метров. Толщина стен колеблется от трёх местров в нижней части до двух — в верхней.

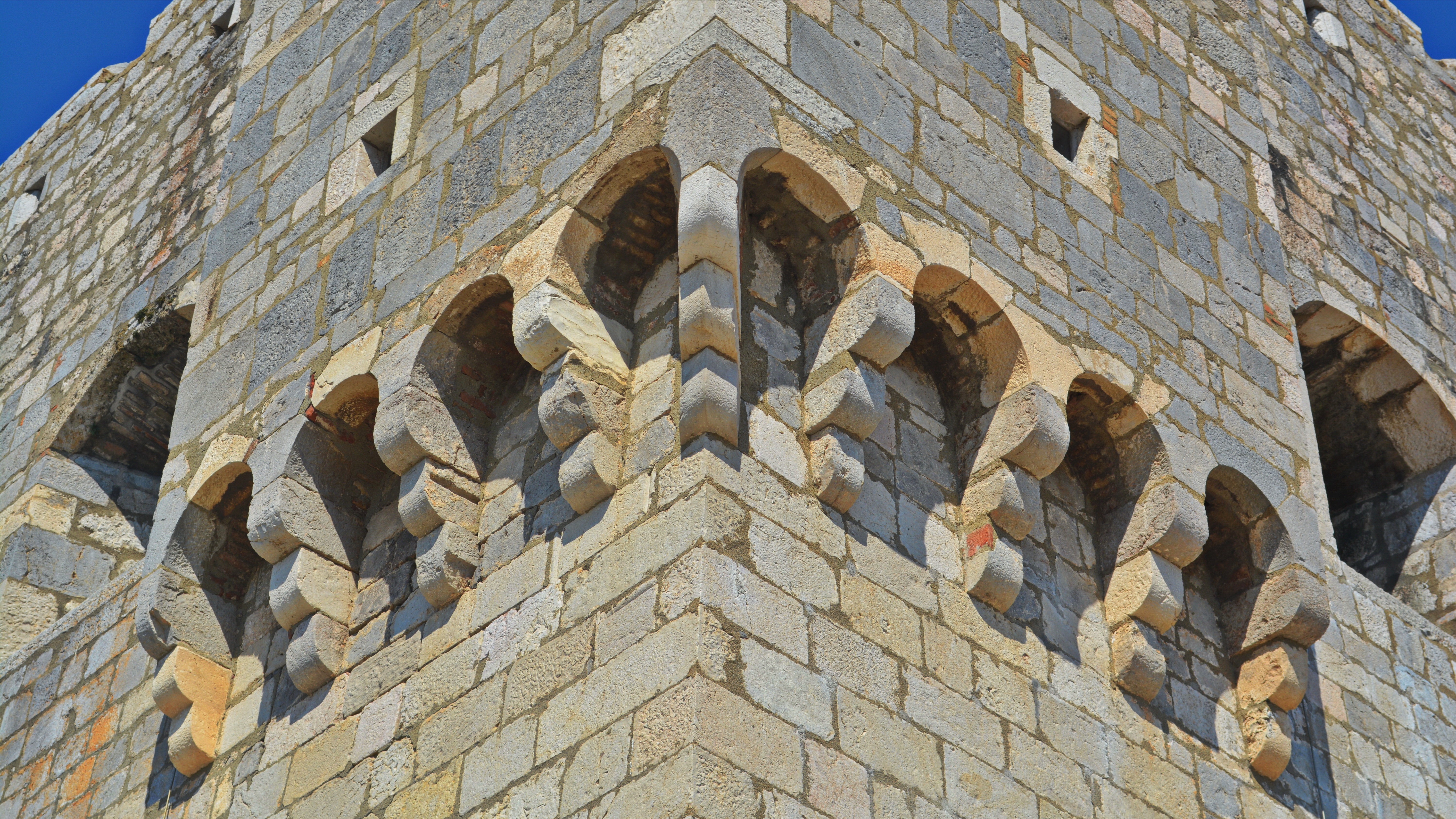
Бретеши в башнях крепости

Крепость имеет пять оборонительных башен (по своему типу они напоминают бартизаны), которые слегка выступают за пределы стен. Четыре размещены по краям и ещё одна над главным входом. Каждая из башен имеет бретеши — особые эркеры, позволявшие сверху обстреливать, забрасывать камнями или обливать кипятком врагов, пытавшихся подойти к стенам.
Попасть внутрь можно только через небольшие ворота, размещённые в северной стене на высоте двух метров от основания (высокий вход). Ранее снаружи имелась только разборная лестница, которую в случае опасности убирали внутрь.
В крепости имеется небольшой двор, в центре которого находится колодец. Однако он представляет собой только цистерну для хранения воды. В тольще скальной породы был выдолблена глубокая ниша, куда собиралась либо дождевая вода, либо доставлялась пресная вода из внешних источников.
В наружных стенах устроено около сотни бойниц, а также 11 отдельных проёмов, предназначенных для стрельбы из пушек. Помещения для солдат были расположены на первом этаже. Всего гарнизон должен был насчитывать сто воинов. На стенах сохранились три вытесанных из камня герба: Ивана Ленковича, австрийского эрцгерцога Фердинанда I и правителя города Сень Герберта VIII. Семья последнего, Франкопаны, была очень влиятельной и фактически владела городом на правах собственности.

## Современное использование

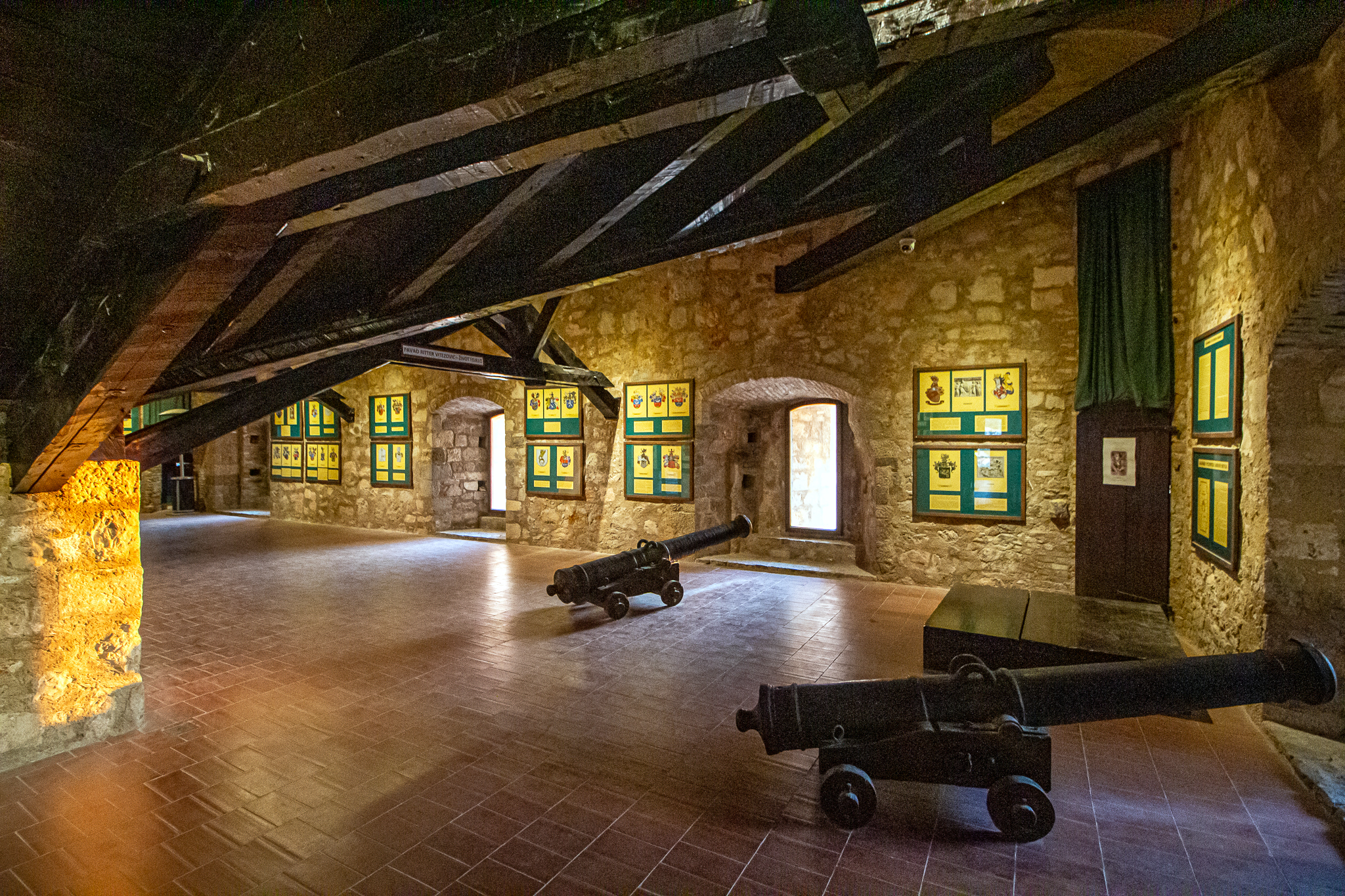
Музейная экспозиция внутри крепости

В настоящее время в крепости расположен музей, посвящённый истории региона. Кроме того, здесь представлены коллекции оружия. Имеются как средневековые образцы, так и стрелковое оружие XX века. Есть несколько артиллерийских орудий. Отдельную экспозицию составляют одежда и предметы быта ускоков.
В крепости проводится ежегодный фестиваль средневековой культуры. По традиции он сопровождается исторической реконструкцией. Проходят показательные поединки. Кульминацией является шествие всадников, облачённых в доспехи, характерные для усковов. Во время фестиваля вокруг крепости появляется целый средневековый город. В нём действуют ремесленные мастерские, кузница, а также готовиться еда по старинным рецептам и продаются сувениры.
Нехай является важной местной достопримечательностью. Сюда ежегодно приезжают тысячи туристов. Многих привлекают живописные виды, открывающиеся с высоты крепостных стен. Хорошо видны побережье, открывается прекрасный вид на хорватское побережье, а также  острова Раб, Голи-Оток, Првич, Црес, Крк, а также горы Учка и Велебит.

## В массовой культуре
- Крепость служила декорацией при съёмках в 1979 году фильма «Рыжая Зора».

## Галерея

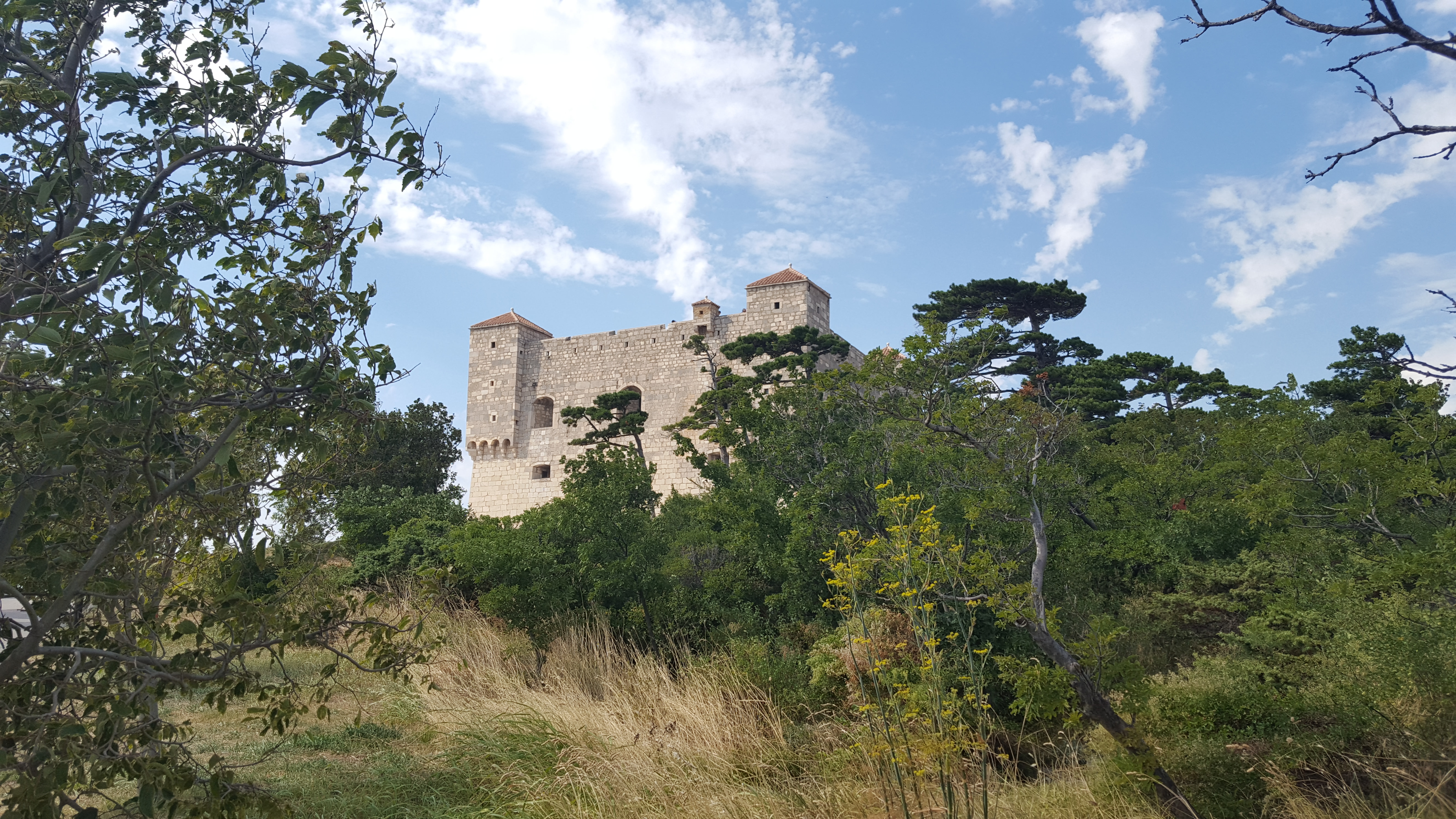
Вид крепости снизу
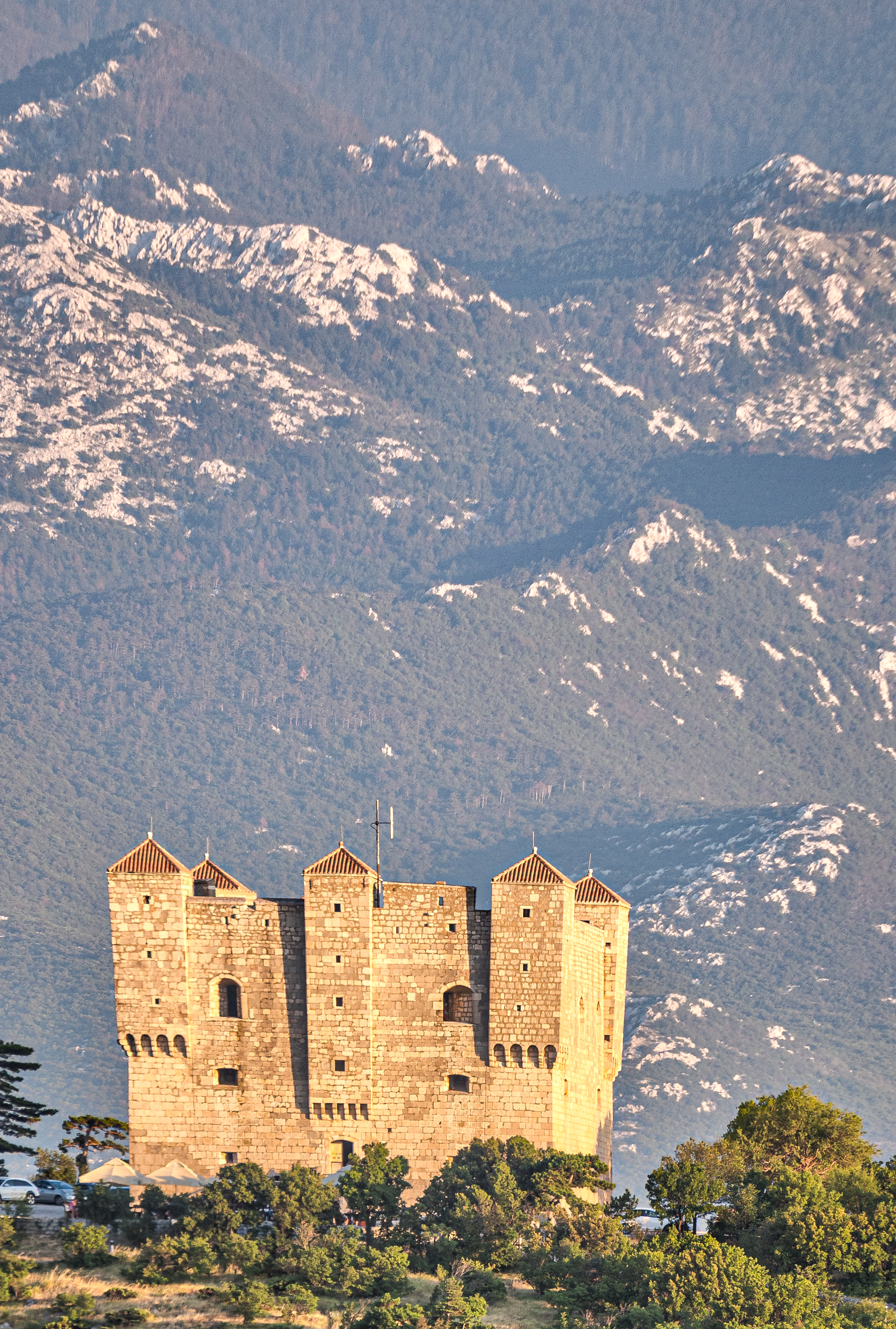
Крепость на фоне гор с северной стороны
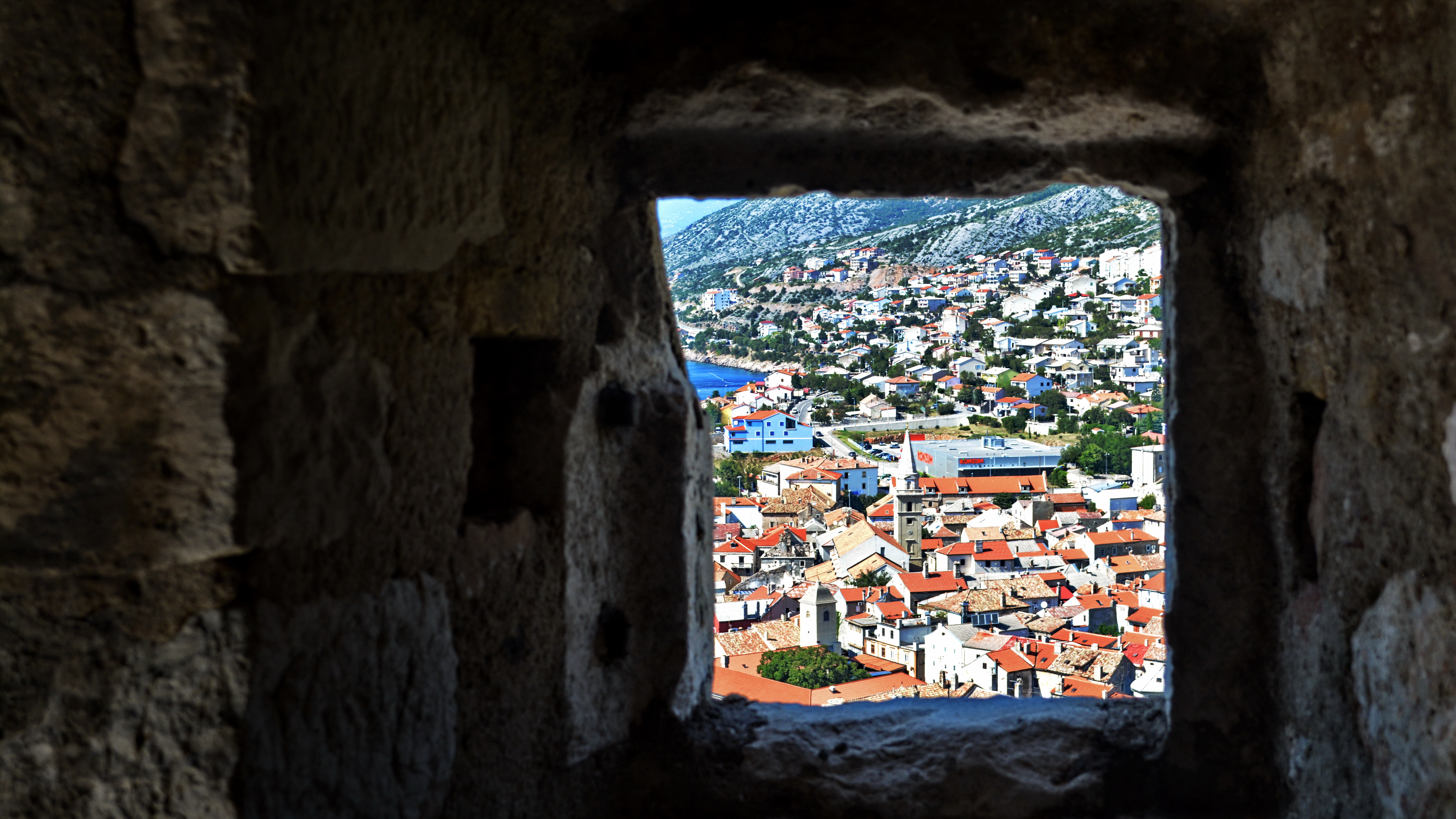
Вид на город Сень из крепостной бойницы
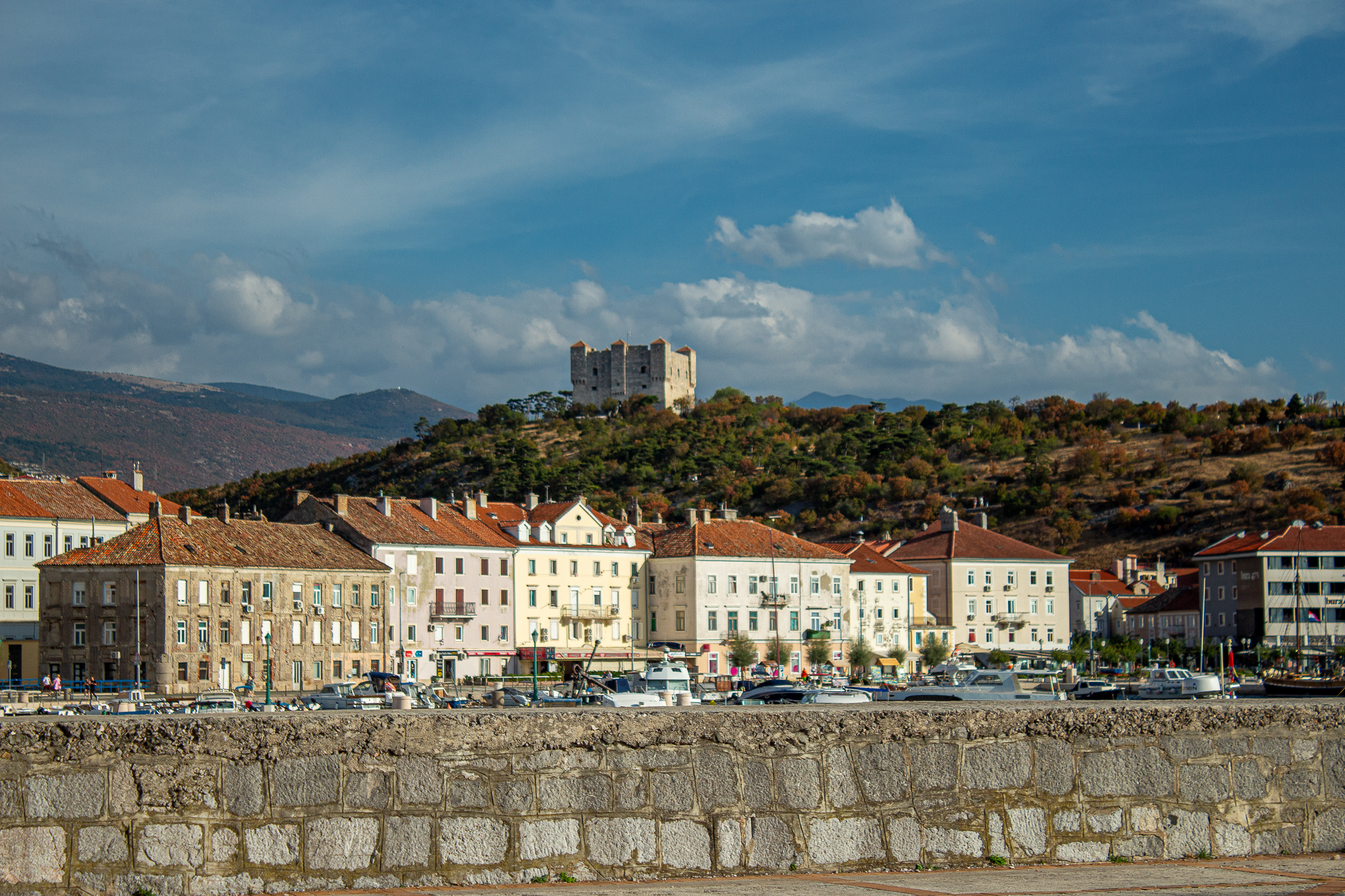
Вид крепости со стороны города Сень
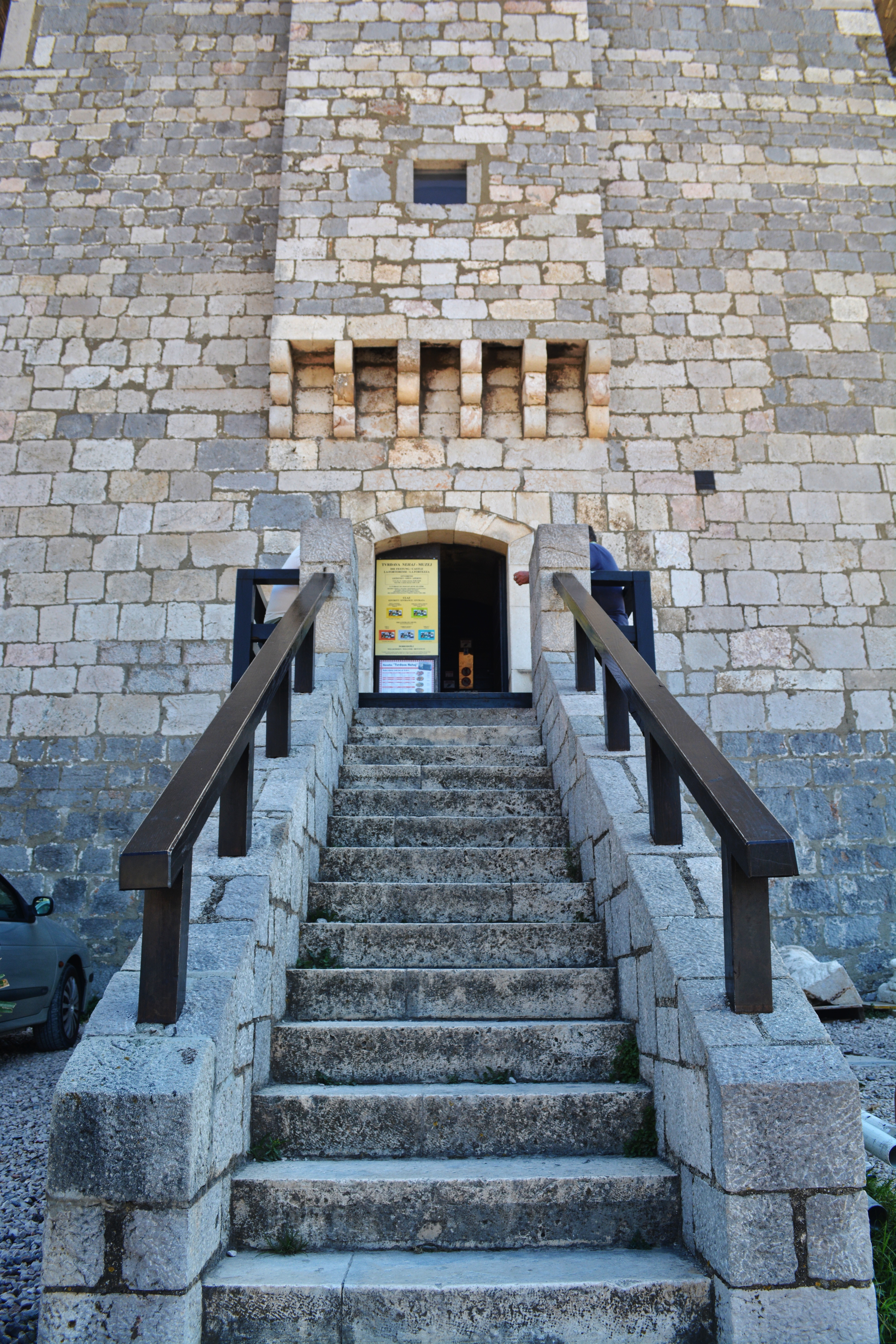
Высокоий вход внутрь комплекса